# Tristeza (Inside Out)
Tristeza (en inglés: Sadness) es un personaje ficticio que aparece en la franquicia de Disney/Pixar Inside Out. Es una de las cinco (más tarde nueve) emociones dentro de la mente de Riley Andersen, siendo la encarnación literal de la tristeza y la segunda emoción. Lleva un jersey blanco y tiene la piel de color azul claro y el pelo azul oscuro. En la película de 2015, su voz la pone Phyllis Smith.
Tristeza debutó en Inside Out 2 junto con las nuevas emociones en el spin-off de Disney+ Dreams Productions.

## Concepto y creación
Tristeza es uno de los cinco personajes que representan las emociones primarias en la película  Inside out (2015), dirigida por Pete Docter y producida por Pixar Animation Studios. Su función dentro de la historia es simbolizar la emoción de la tristeza en la mente de la protagonista, Riley Andersen. A lo largo de la película, Tristeza es inicialmente percibida como una emoción negativa, pero su importancia en el desarrollo emocional y la resiliencia de Riley se vuelve evidente conforme avanza la trama. El diseño y comportamiento de Tristeza están inspirados en la forma en que las personas suelen expresar esta emoción. Su postura encorvada, su tono de voz suave y su expresión facial reflejan una actitud melancólica. La película plantea la idea de que la tristeza no es simplemente algo que debe evitarse, sino que desempeña un papel clave en el bienestar emocional, ayudando a las personas a conectar con los demás y procesar experiencias difíciles. El desarrollo del personaje fue liderado por Pete Docter y su equipo en Pixar. Durante la fase de investigación, los creadores consultaron a psicólogos y expertos en neurociencia para comprender mejor el papel de las emociones en la mente humana. Según Docter, el equipo estudió cómo la tristeza influye en la memoria y el comportamiento, lo que ayudó a dar forma a la evolución del personaje dentro de la historia. El diseño visual de Tristeza fue desarrollado por los artistas de Pixar para reflejar su personalidad. Se optó por un cuerpo redondeado y movimientos pausados para transmitir una sensación de pesadez emocional. Su color azul fue elegido para asociarla con el sentimiento de tristeza de manera visualmente intuitiva. En la versión original en inglés, el personaje fue interpretado por Phyllis Smith, cuya actuación fue elogiada por transmitir una mezcla de melancolía y ternura. En los diferentes doblajes internacionales, se buscó mantener la esencia del personaje a través de voces que reflejaran su tono y estilo característico.

## Personalidad
Su actitud suele ser pesimista y apesadumbrada, lo que contrasta con la energía optimista de Alegría. Es reflexiva y empática, mostrando una gran capacidad para comprender y conectar con los sentimientos de los demás. A lo largo de la película, su tendencia a la melancolía la hace sentirse incomprendida por las otras emociones, pero su verdadera importancia en el bienestar emocional de Riley se revela con el tiempo. Aunque suele sentirse insegura sobre su papel en la mente de Riley, Tristeza demuestra ser una emoción fundamental para procesar situaciones difíciles y fomentar la empatía. Su capacidad para reconocer el dolor y brindar consuelo es clave en la historia, mostrando que la tristeza no es solo una emoción negativa, sino una parte esencial del crecimiento emocional.

## Recepción
recibió una respuesta mayormente positiva por parte de la crítica y el público. Su representación de la tristeza como una emoción necesaria y valiosa fue destacada como uno de los aspectos más profundos de la película. Críticos y analistas de cine elogiaron la forma en que el personaje desafía la percepción común de la tristeza como algo exclusivamente negativo, mostrando su importancia en la inteligencia emocional y el bienestar psicológico. Muchos espectadores consideraron que su papel en la historia ayudó a transmitir un mensaje significativo sobre la aceptación de todas las emociones. La interpretación de Phyllis Smith como la voz de Tristeza en la versión original fue ampliamente aclamada, con comentarios positivos sobre la ternura y autenticidad que aportó al personaje. En los doblajes internacionales, se buscó mantener un tono similar para conservar la esencia melancólica y empática de Tristeza.
El impacto del personaje también se extendió a debates sobre salud mental y educación emocional, con profesionales destacando la película como una herramienta útil para ayudar a niños y adultos a comprender y expresar sus sentimientos.

## Apariciones

#### Riley's First Date?
Tristeza regresa en el cortometraje de seguimiento Riley's First Date?, siendo testigo de las interacciones de Riley con sus padres.

#### Inside Out 2
Tristeza aparece en la secuela Inside Out 2, con Phyllis Smith debutando su papel.

#### Dream Productions
Tristeza aparece en el próximo spin-off de Inside Out titulado Dreams Productions para Disney+.